# پل فالک
پل فالک (۲۱ دسامبر ۱۹۲۱–۲۰ مه ۲۰۱۷) یک اسکیت باز آلمانی بود. وی که در دورتموند آلمان به دنیا آمد، با ریا باران اسکیت بازی کرد و دو مرتبه قهرمان مسابقات جهانی و قهرمان المپیک زمستانی ۱۹۵۲ شد. باران و فالک در طول دوره ورزشی بین‌المللی خود ازدواج کردند.
تا سال ۱۹۵۱ باران و فالک نتوانستند در مسابقات بین‌المللی شرکت کنند زیرا آلمان پس از جنگ جهانی دوم از ورزش بین‌المللی محروم شده بود. آنها اولین زوجی بودند که پرش‌های دو طرفه را انجام دادند و Lasso-Lift را نیز اختراع کردند. باران و فالک هرگز در رقابت آماتور شکست نخوردند.
در سال ۱۹۵۱ فالک به عنوان ورزشکار مرد سال در آلمان با رای مردمی انتخاب شد. حرفه فالک در خارج از دو و میدانی به عنوان یک مکانیک دقیق بود. در سال ۱۹۹۳، نام این زوج اسکیت باز به سالن مشاهیر اسکیت جهان اضافه شد.

## نتایج
(جفت با ریا باران)
| رویداد                 | ۱۹۴۷ | ۱۹۴۸ | ۱۹۴۹ | ۱۹۵۰ | ۱۹۵۱ | ۱۹۵۲ |
| ---------------------- | ---- | ---- | ---- | ---- | ---- | ---- |
| بازی‌های المپیک زمستانی |      |      |      |      |      | اول  |
| قهرمانی جهان           |      |      |      |      | اول  | اول  |
| مسابقات قهرمانی اروپا  |      |      |      |      | اول  | اول  |
| مسابقات قهرمانی آلمان  | اول  | اول  | اول  | اول  | اول  | اول  |